# ニオロ州
ニオロ州（ニオロしゅう、フランス語: Région de Nioro）は、マリ共和国北西部の州。州都はニオロ・デュ・サヘル（単にニオロとも）。北をモーリタニアと、東をナラ州と、南東をクリコロ州と、南をキタ州と、西をカイ州と接する。
面積は23,350平方キロメートル、人口は約68万人（2022年国勢調査）。カイ州を分割して作られた。
2012年3月2日に採択された地方行政区画法（N°2012-017）で創設が決定した新州のひとつで、マリ北部紛争勃発や政局の混乱により創設は延期された。2020年の軍事クーデター後の12月2日、軍事政権によってAly Annaji上級大佐が州知事に任命され、暫定的に発足した。2023年2月22日、正式にニオロ州が創設された。

## 圏
2023年2月時点で6圏に区分される。それ以前は圏や郡が存在しなかった。
- ニオロ・デュ・サエル圏（Nioro du Sahel）
- ディーマ圏（Diéma）
- ディアングーンテ・カマラ圏（Diangounté Camara）
- サンダレ圏（Sandaré）
- トロングーンベ圏（Troungoumbé）
- ベマ圏（Béma）

圏の下は14郡、31コミューン、400村・フラクスィオン・カルティエの順に細分化されている。